# 園比屋武御嶽

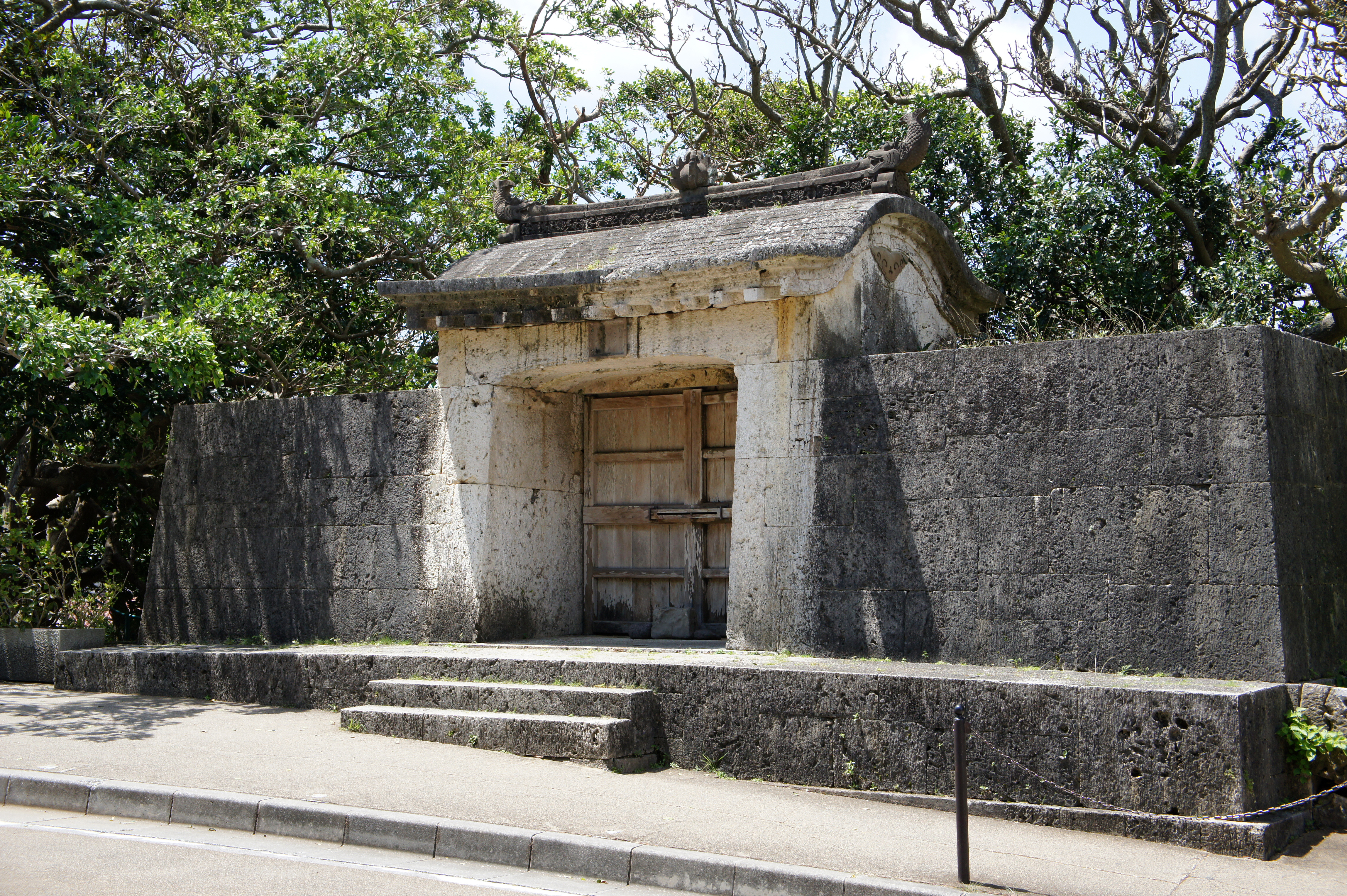
園比屋武御嶽石門

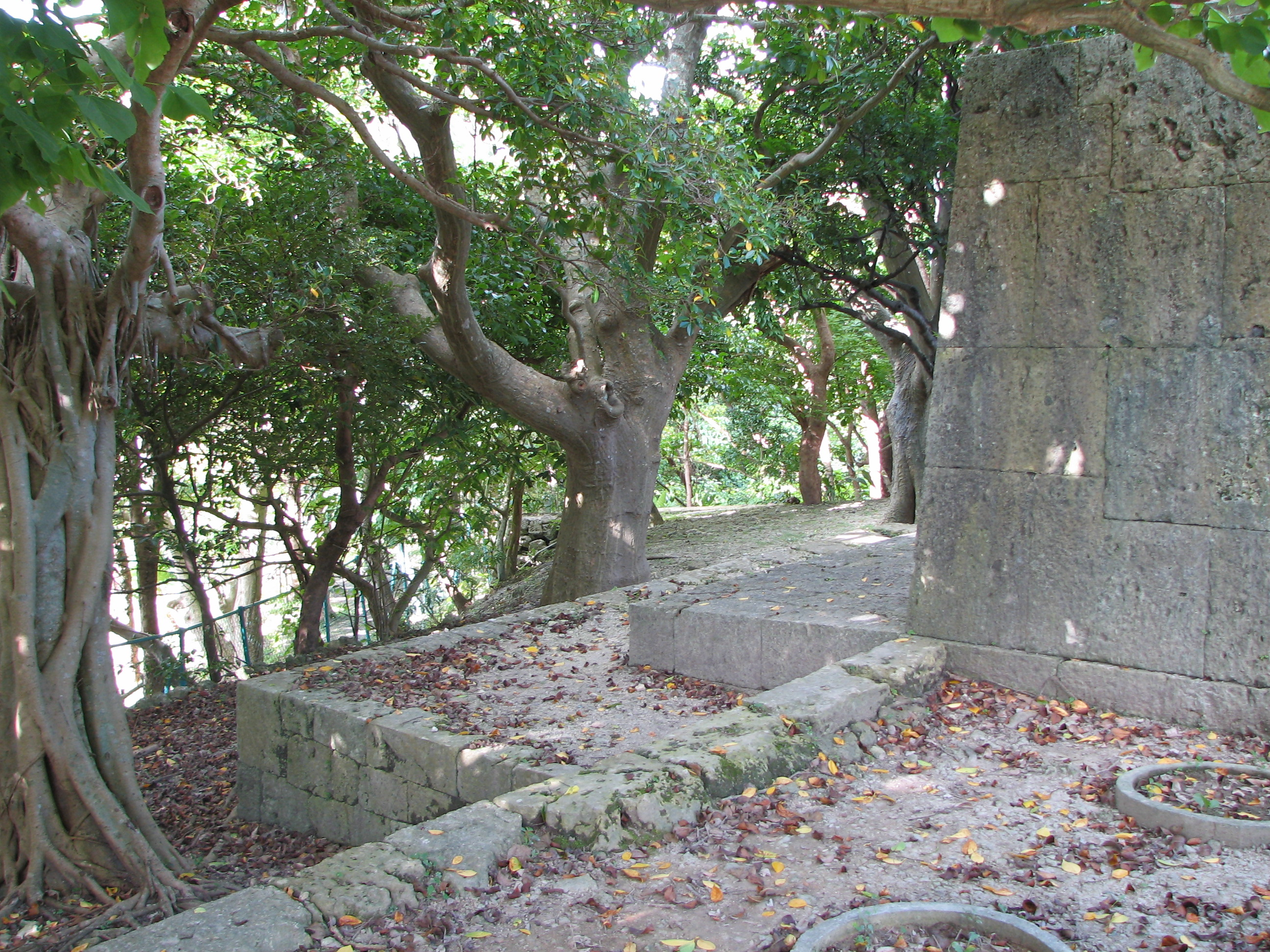
石門後方にある森（御嶽）

園比屋武御嶽（そのひゃんうたき、琉球語：すぬひゃんうたき）は16世紀の琉球王国・尚真王時代の御嶽で、沖縄県那覇市首里真和志町一丁目に位置する。沖縄県指定史跡。

## 概要
石門の背後にある森が園比屋武御嶽である。この御嶽は国王が各地を巡航する旅に出る際必ず拝礼した場所であり、また聞得大君が就任する時にまず最初に拝礼した、いわば国家の聖地だった。王家尚氏ゆかりの島である伊平屋島の神「田の上のソノヒヤブ」を勧請し、祭っている。もともとは今よりも広範な森であったが、現在では小学校の敷地となっている部分もあり、残されているのは一部である。

## 園比屋武御嶽石門
首里城の歓会門と守礼門との間にある園比屋武御嶽石門（そのひゃんうたきいしもん）がこの御嶽の礼拝所である。園比屋武御嶽石門は、1519年に第二尚氏王統第3代王の尚真のときに造られた。オヤケアカハチの乱（1500年）で王府軍が八重山へ出兵した際に、将の一人であった大里親方に見込まれ首里に連れてこられた西塘により創建されたという。
門の正面に掛けられている額には、「首里の王おきやかもいがなし御代にたて申候、正徳十四年己卯十一月二十八日」と記されており、これは「首里の王、尚真王の御代に建立された」ことを示している。「おきやかもい」は尚真王の神号であり、「もい」は敬称を表す接尾辞、「がなし」は「〜様」に相当する敬語表現である。正徳十四年（1519年）に建立されたことが示されているが、現存する額は汚れによって後半の文が判読しづらくなっている。
1933年（昭和8年）1月23日に旧国宝に指定されたが、沖縄戦の戦禍によって王城などとともに荒廃し、指定解除。1957年（昭和32年）に復元され、さらにその後旧石門の残欠を再利用して修復作業が行われた。現在の石門を注意深く見てみると、明らかに摩耗の度合いが異なる部分があるのは、このためである。園比屋武御嶽石門は1972年（昭和47年）にあらためて国の重要文化財に指定され、2000年（平成12年）11月首里城跡などとともに、琉球王国のグスク及び関連遺産群としてユネスコの世界遺産（文化遺産）にも登録された。
また、西塘によって創建された竹富島の国仲御嶽は、園比屋武御嶽の神を勧請した御嶽である。